# المنصورة (رداع)

تعديل مصدري - تعديل

حارة المنصورة هي إحدى حارات مدينة رداع أحد مدن محافظة البيضاء، بلغ تعداد سكانها 468 نسمة حسب تعداد اليمن لعام 2004.